# Velenice (ort i Tjeckien, Mellersta Böhmen)
Velenice är en ort i Tjeckien.   Den ligger i regionen Mellersta Böhmen, i den centrala delen av landet, 60 km öster om huvudstaden Prag. Velenice ligger 202 meter över havet och antalet invånare är 203.
Terrängen runt Velenice är platt, och sluttar västerut.Runt Velenice är det ganska glesbefolkat, med 45 invånare per kvadratkilometer. Närmaste större samhälle är Nymburk, 13,5 km väster om Velenice. Trakten runt Velenice består till största delen av jordbruksmark.